# Remo Albertini
Remo Albertini (* 17. September 1920 in Borgo Sacco; † 15. September 2005 in Rovereto) war ein italienischer Politiker.
Im Jahr 1946 wurde Albertini in Terragnolo zum Bürgermeister gewählt, 1950 in Rovereto in den Gemeinderat. 1952 konnte er auf der Liste der Democrazia Cristiana ein Mandat für den Regionalrat Trentino-Südtirol erringen. Von 1952 bis 1956 war er Landeshauptmann des Trentino, das damals noch über sehr wenige Kompetenzen verfügte. In diesen Jahren schlugen Albertini, der über eine Laurea in Pädagogik verfügte, und seine Regierung die Ansiedlung einer universitären Einrichtung in Trient vor – eine Idee, die später von Bruno Kessler mit Erfolg aufgegriffen wurde.  Von 1956 bis 1958 und von 1960 bis 1962 war er Präsident des Regionalrats (von 1958 bis 1960 als Vizepräsident), von 1962 bis 1968, dem Jahr seines Ausscheidens aus dem Regionalrat, diente er in der Regionalregierung als Assessor für Industrie. In Albertinis Amtszeit fielen bedeutende Fortschritte in der industriellen Entwicklung des Trentino, insbesondere in Rovereto.